# Caroline Anglade
Pour les articles homonymes, voir Anglade (homonymie).
Caroline Anglade est une actrice française née le 22 juin 1982 à Châlons-sur-Marne.

## Biographie

### Jeunesse et formation
Caroline Anglade, naît le 22 juin 1982 à Châlons-en-Champagne (dénommée Châlons-sur-Marne à l'époque), et passe sa jeunesse à Paris.
Elle s'inscrit au cours Florent et commence à travailler comme actrice dans la publicité, mais joue aussi au théâtre.

### Carrière
À la télévision, elle commence, en 2009, par des rôles secondaires dans des séries telles que Père et Maire, Section de recherches ou encore Scènes de ménages.
En 2010 au Théâtre des Blancs Manteaux, elle joue dans la pièce d'Olivier Maille La Mort en échec (devenue par la suite Si je t'attrape je te Mort! ) avec Franck Jouret dont ils donnent leur prénoms aux personnages, et en 2011, dans la pièce Les Bonobos de Laurent Baffie au Théâtre du Palais-Royal. En 10 ans, elle joue dans une vingtaine de pièces. De 2015 à 2016, elle joue dans la pièce de théâtre Sans filtre de Laurent Baffie.
Le cinéma fait appel à elle, pour la première fois, pour On ne choisit pas sa famille de Christian Clavier, en 2011. Elle est, ensuite, remarquée dans Joséphine d'Agnès Obadia, en 2013, où elle interprète Alexandra, la directrice des ressources humaines. Elle varie ensuite les rôles, au cinéma et à la télévision.
Entre 2016 et 2018, elle joue le rôle d'Irène Lebowitz dans la série Lebowitz contre Lebowitz aux côtés de Clémentine Célarié,,.
En 2019, elle joue dans le film Netflix, La Grande Classe.
Parallèlement, elle est également active dans le doublage et est notamment la voix française régulière de l'actrice américaine Megan Fox,.

### Vie privée
Elle n'a aucun lien de parenté avec l'acteur Jean-Hugues Anglade.
Elle est mariée avec Nicolas Moreau et a deux enfants nés en 2017 et 2020.
Elle est la nièce de France Anglade.

## Théâtre
- 2010 : La Mort en échec devenue Si je t'attrape je te Mort ! avec Franck Jouret, une pièce d'Olivier Maille, mise en scène par Rui Silva, Théâtre des Blancs-Manteaux
- 2011 : Les Bonobos de Laurent Baffie, Théâtre du Palais-Royal
- 2015-2016 : Sans Filtre de Laurent Baffie
- 2023 : L'Effet miroir de Léonore Confino, mise en scène par Julien Boisselier, Théâtre de l'Œuvre

## Filmographie

### Cinéma

#### Longs métrages
- 2011 : On ne choisit pas sa famille de Christian Clavier : La coiffeuse
- 2013 : Joséphine d'Agnès Obadia : Alexandra, la DRH
- 2014 : Le Jour de la comète d'Hervé Freiburger et Cédric Hachard : Carlita
- 2014 : Piste noire de Jalil Naciri : Éva
- 2016 : Joséphine s'arrondit de Marilou Berry : Alexandra
- 2016 : L'Invitation de Michaël Cohen : Marjorie
- 2017 : Bad Buzz de Stéphane Kazandjian : Anne-Marguerite
- 2017 : Épouse-moi mon pote de Tarek Boudali : La femme homosexuelle mariée
- 2018 : Tout le monde debout de Franck Dubosc : Julie
- 2019 : Premières Vacances de Patrick Cassir : Elise
- 2019 : All Inclusive de Fabien Onteniente : Caroline
- 2019 : Just a Gigolo d'Olivier Baroux : Lydie
- 2019 : La Grande Classe de Rémy Four et Julien War : Linda
- 2020 : Divorce Club de Michaël Youn : Marion
- 2020 : Tout simplement noir de Jean-Pascal Zadi : Camille
- 2022 : Belle et Sébastien : Nouvelle Génération de Pierre Coré : Cécile
- 2022 : Plancha d'Éric Lavaine : Ana
- 2022 : Maestro(s) de Bruno Chiche : Virginie
- 2023 : La Vie pour de vrai de Dany Boon : Françoise Lagache
- 2023 : 38°5 quai des Orfèvres de Benjamin Lehrer : Clarisse Sterling
- 2023 : Petit Jésus de Julien Rigoulot : Alice
- 2024 : Ducobu passe au vert d'Élie Semoun : Fiona
- 2025 : Sur la route de papa de Nabil Aitakkaouali et Olivier Dacourt : Sophie

#### Courts métrages
- 2015 : C'est du caviar ! de Sarah Lelouch : Camille
- 2016 : Moche(s) de Michaël Cohen : Elisabeth
- 2016 : Tapette de Satya Dusaugey : Charlotte
- 2020 : Dernière ligne droite d'Arnaud Mizzon : Julie
- 2023 : Les Gendarmes et les Voleurs  de Maxime Azzopardi et Adrien Guedra-Degeorges

### Télévision

#### Séries télévisées
- 2005 : Sous le soleil : Marie
- 2009 : Section de recherches : Marina Dejoux
- 2009 : Père et Maire : La journaliste de la mairie
- 2011 : Le Jour où tout a basculé : Agnès
- 2013 - 2015 : Pep's de Cécile et Martin Guyot : Isabelle Bresson
- 2014 : Falco : Amandine Garnier
- 2015 : Templeton : Lili Belle
- 2015 : Scènes de ménages : Julie, la nouvelle petite-amie de Kad
- 2015 : La Petite Histoire de France : Une cliente de l'Auberge Chez Bonaparte
- 2016-  2017 : Lebowitz contre Lebowitz de Laurent Burtin, Nathalie Suhard et Jacques Bastier : Me Irène Lebowitz
- 2019 : Pour Sarah : Anne
- 2021 : Sauver Lisa : Rose Keller
- 2023 : Un gars, une fille (au pluriel) sur TF1
- 2025 : Factice de Julie Rohart : Victoire
- 2025 : Le Parfum du bonheur de Baya Kasmi : Pauline

#### Téléfilms
- 2015 : Le Family Show de Pascal Lahmani : Linda, l'animatrice du concours
- 2018 : Meurtres en Cornouaille de Franck Mancuso : Marion Legay
- 2018 : Le Rêve français de Christian Faure : Sylvie
- 2018 : Une mère sous influence d'Adeline Darraux : Juliette
- 2021 : Noël à tous les étages de Gilles Paquet-Brenner : Bianca
- 2022 : Après le silence de Jérôme Cornuau : Marina
- 2022 : Tous Inconnus de Nicolas Hourès : elle-même
- 2022 : 1H30 Max de Léo Grandperret : la psy
- 2024 : La Vie rêvée des autres de Didier Le Pêcheur : Estelle Fleutiot
- 2025 : Un Noël sans fin de Philippe Dajoux
- 2026 : Oradour, ne m'oublie pas de Pierre Aknine : Marie

## Doublage

### Cinéma

#### Films
- Megan Fox dans :
  - Transformers (2007) : Mikaela Banes
  - Transformers 2 : La Revanche (2009) : Mikaela Banes
  - Jennifer's Body (2009) : Jennifer Check
  - The Dictator (2012) : Megan Fox[n 1]
  - 40 ans : Mode d'emploi (2012) : Desi
  - Ninja Turtles (2014) : April O'Neil
  - Ninja Turtles 2 (2016) : April O'Neil
  - Zeroville (2019) : Soledad Paladin
  - Rogue (2020) : Samantha O'Hara
  - La Proie (2021) : Rebecca Lombardi
  - Big Gold Brick (en) (2022) : Jacqueline
  - Expendables 4 (2023) : Gina

### Télévision

#### Téléfilms
- 2017 : Une voisine tentatrice : Heather Sullivan (Andrea Bogart)

#### Séries télévisées
- 2009-2013 : Les Experts : Manhattan : Haylen Becall (Sarah Carter) (saison 6) et l'inspectrice Jamie Lovato (Natalie Martinez) (saison 9)
- 2016-2017 : New Girl : Reagan Lucas (Megan Fox) (15 épisodes)

#### Séries d'animation
- 2019[n 2] : JoJo's Bizarre Adventure : Golden Wind : Spicy Lady

### Documentaire
- 2018 : Megan Fox et les Légendes perdues : elle-même (Megan Fox)